# Digital Cinema Initiatives
Digital Cinema Initiatives és un consorci que va aparèixer el març de 2002, els membres fundadors del qual van ser els set principals estudis de cinema dels EUA. Aquests són: Walt Disseny Pictures, Fox Broadcasting Company, MGM, Paramount, Sony Pictures Entertainment, Universal Studios i Warner Bros.
Va sorgir davant la necessitat de omplir el buit existent fins al moment quant a normes en l'àmbit del Cinema Digital. L'any 2005 la DCI va publicar les seves primeres recomanacions tècniques per a les pel·lícules digitals amb les especificacions tècniques sobre format d'arxiu, transmissió, emmagatzematge temporal i projecció.

## Especificacions Generals
Les especificacions tècniques es divideixen en quatre categories diferents per ordre descendent de qualitat. La categoria més alta correspon a les pantalles de cinema de més de 15 metre d'amplada, mentre que la més baixa fa referència a la projecció de material en llocs públics. El format de compressió d'imatges adoptat és el JPEG 2000 i no el MPEG-2, tot i que aquest últim segueix sent utilitzat per a la projecció digital D-Cinema i els DVD (amb una compressió més forta, cosa que resulta en una qualitat més baixa). A la següent taula veiem les diferències bàsiques dels dos formats: 
| Mètode de Compressió | Índex de Compressió | Resolució de Color              | Resolució Espaial                    | Accés aleatori a una imatge | Màxim rendiment |
| -------------------- | ------------------- | ------------------------------- | ------------------------------------ | --------------------------- | --------------- |
| MPEG-2               | 20:1                | 8 bits/element                  | 1920x1080(std) 2048x1080(no std)     | Difícil                     | Garantit        |
| JPEG 2000            | 10:1                | 8 ó 10 bits+ Espai XYZ /element | 1920x1080(std) 2048x1080 +x4K(no std | Fàcil                       | No Garantit     |

Les recomanacions del DCI, com una resolució mínima de 2048 píxels per línia (equivalent a una resolució de 2K), una cadència de 24 a 48 imatges per segon i una profunditat colorimètrica de 12 bits.

## Especificacions tècniques bàsiques

### Arquitectures

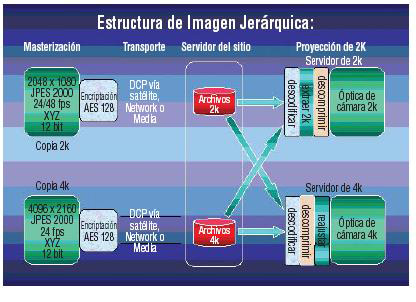
Estructura: jerarquia per a imatges de 2K i 4K

El D-cinema és un terme que ha acabat fent referència a pel·lícules de gran pressupost a les sales, amb un sistema de presentació d'alta qualitat (servidor + projector), que compleix amb els estàndards i especificacions globals aprovats i ofereix una imatge que iguala o millora la d'una copia zero de 35mm. Els equips d'emmagatzematge i projecció (Sistema de presentació) s'han dissenyat específicament per a utilitzar-se amb pel·lícules de cinema. La pel·lícula digital que l'exhibidor rebrà del distribuïdor s'anomena DPC (Paquet Complet Digital per a la projecció en Sales). El DPC és l'arxiu o conjunt d'arxius comprimits i xifrats que engloben en contingut (la pel·lícula digital) i la seva informació associada. El DCP i el sistema de sala utilitzaran una Estructura d'Imatge Jeràrquica, tant per a arxius de resolució 2K com per a 4K, pel que els estudis poden escollir entregar còpies/arxius de DCP tant de 2K com de 4K, i poden utilitzar-se tant els projectors de cadascun com d'un altre tipus, tal com es mostra en el següent gràfic. Això implica que tots els servidors seran capaços de emmagatzemar un DCP comprimit de 2K o 4K de resolució.

### Format d'imatge i escaneig
En el escaneig, es reparteix la lectura d'un fotograma complet de 35mm en trossos de 3 micres, obtenint així una quantitat d'informació per fotograma de 4K. D'aquesta forma:
- La conversió de fotoquímic de 35mm a digital amb un escàner a 3 micres produeix 4096 píxels horitzontals x 3112 píxels verticals, això equival a 4K, que són realment 12 milions de píxels o megapíxels.

- La conversió de fotoquímics de 35 mm a digital amb un escàner a 6 micres produeix 2048 píxels horitzontals x 1556 píxels verticals, això equival a 2K, que són realment 3 milions de megapíxels.

- La transferència de cinema digital DCI de 4K i una matriu de projecció de 4096 x 2160, són 8,8 megapíxels.

- La transferència de cinema digital DCI de 2K i una matriu de projecció de 2048 x 1080, són 2,2 megapíxels.

- Una targeta gràfica de PC de 1.3 K en els primers projectors de cinema digital de 1280 per 1024 píxels, són 1,3 megapíxels (utilitzant lents anamòrfiques per a pantalla ample).

### Procés de masterització
El D-cinema es pot emmagatzemar en servidors 4K (4096x2160) o en servidors 2K (2048x1080). La taula mostra els nombres que es fan servir:
| Nivells | Nº Píxels Horitzontals | Nº Píxels verticals | Relació d'aspecte | Relació Aspecte Píxel |
| ------- | ---------------------- | ------------------- | ----------------- | --------------------- |
| 1       | 4096                   | 1714                | 2:39              | 1:1                   |
| 2       | 3996                   | 2160                | 1:85              | 1:1                   |
| 1       | 2048                   | 858                 | 2:39              | 1:1                   |
| 2       | 1998                   | 1080                | 1:85              | 1:1                   |

Preparar la DSM (Font Original Digitalitzada) avui en dia pot tenir un d'aquests dos enfocaments:
- Contenidor 2048 x 1080, basat en arxiu (Digital Intermediate or Film Scan). Tot i que aquest és un ‘veritable 2K’ es pot veure que el contenidor al complet no s'ha omplert.
- Contenidor 1920 x 1080 basat en temps real, la pel·lícula es transfereix al disc dur des d'una màquina de Telecine. El color es corregeix utilitzant un projector de Cinema Digital i una sortida d'arxiu en format DSM. En aquest cas, el senyal serà més probable en format component amb intensitat de bit limitada a 10 bits.

### Sistema de projecció

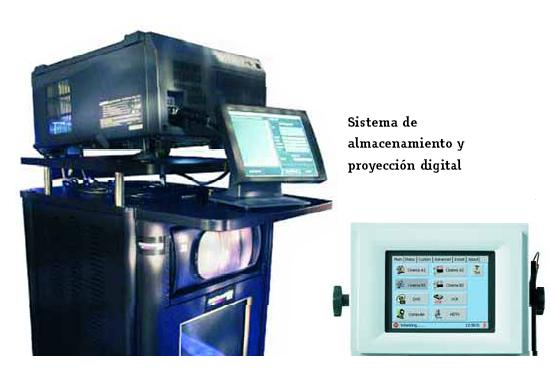
Sistema d'emmagatzematge i projecció digital

Els principals formats d'imatge utilitzables per pantalla ample són els definits per DCI (2K i 4K). Quan les imatges es projecten és possible que sigui necessari realitzar algun ajustament. Si el format original del projector és diferent del format de la imatge, s'haurà de procedir a ajustar-lo. Si el format de projecció original ha d'actualitzar tots els píxels simultàniament, i si la imatge està entrellaçada, serà necessari fer en algun moment del processament un desenllaçat o processament de la taxa de velocitat.

### Compressió i Emmagatzematge
Quan parlem de la distribució de contingut als cinemes, s'ha de tenir en compte tres grans àrees tècniques: primer de tot, els formats de compressió per a element d'imatge i so (incloent àudio no comprimit); en segon lloc, el format d'emmagatzematge, que actua com a servidor per a les sèries d'elements comprimits i metadades associades; i, en tercer lloc, l'esquema de codificació aplicat. La distribució de Cinema Digital inclou el procés de transmissió de pel·lícules a sales de cinema, i la seva conseqüent projecció. Per tant, la compressió de les dades és necessària per a reduir el cost i el temps de transmissió i emmagatzematge de pel·lícules. Esforços conjunts han fet que la DCI recomanés una solució tecnològica per a la distribució basada en el desenvolupament de JPEG2000, que és un exemple típic de compressió intra-fotograma. Els fabricants de sistemes de cinema han difós diferents formats d'emmagatzematge amb claus de seguretat. Aquestes són distribuïdes en un missatge curt codificat, anomenat KDM o Key Delivery Message (missatge de distribució en clau).

## Especificacions tècniques avançades

### Certificats
D-Cinema recomana la criptografia asimètrica. De forma equivalent a la criptografia simètrica, que utilitza la mateixa clau per a xifrar i desxifrar dades, en aquest cas existeixen dues claus. Així, la clau utilitzada per a xifrar dades no servirà per a desxifrar aquestes dades. Les claus són distribuïdes sota metadades que descriuen a la persona o organització que compra aquesta clau privada. L'estàndard que el defineix és el X.509 de la norma ITU. Al certificat també s'afegeix una firma digital, normalment diferent a la clau privada, que s'utilitza per a verificar la autenticitat del certificat. L'autentificació del certificat és, doncs, recursiva: en comptes de verificar que el certificat és vàlid, s'ha de desxifrar la firma utilitzant la clau privada. La informació del certificat està en format llegible. Aquesta servirà per a validar el certificat i els missatges de distribució de la clau KDM (Key Delivery Messages) mitjançant la comparació dels valors de sortida dels dos.

### Missatges clau KDM (Key Delivery Messages)
Aquests missatges de distribució de clau estan en format XML pel fet que aquests fitxers poden contenir altres formats diferents. La principal unitat de dades emmagatzemada en el document és l'element XML, la funció del qual és donar informació de la totalitat del document i de la seva estructura composta per subelements. La signatura XML és un estàndard per crear i verificar signatures digitals en documents XML. Aquesta permet validar la llista de reproducció, la llista de paquets i els missatges KDM. D'aquesta manera se sap si el document va ser realment signat per la part identificada que s'adjunta en el mateix. També permet saber si el document ha estat modificat o danyat des que va ser signat. Els missatges KDM en un document XML contenen la informació xifrada necessària per a reproduir una composició o llista de reproducció. KDM és un tipus de ATM (Extra-Theater Message). Per a la autenticació dels missatges KDM es recorreran diversos camps com en nombre de sèrie, data d'inici i fi de la validació, element inicial del missatge, tipus de missatge, text descriptiu del missatge KDM,...

### Format dels paquets per a D-Cinema
Els fitxers de pistes de D-Cinema i les llistes de reproducció tenen uns identificadors anomenats UUIDs. Quan s'escriuen els paquets en un volum d'una unitat de disc, es crea una capçalera que inclou la mida i la localització de cada fitxer dins del paquet. Cada volum té un índex en forma de fitxer per a diferenciar-los en distribucions de volums múltiples. Tant la capçalera com els índexs de volum són fitxers XML. La llista de paquet també és un document XML que especifica el contingut d'un paquet D-Cinema. Conté el UUID, el tipus de fitxer i un missatge que situa cada fitxer en el paquet. Aquesta informació es fa servir per assegurar-se que tots els fitxers implicats han estat inclosos sense ser modificats o corromputs en el transport. La llista de paquet porta la següent informació: identificador, data, entitat o organisme, programari o sistema amb què es va generar, vista del contingut de paquet en un fitxer de text llegible,...

### Característiques comunes de seguretat
Els procediments de seguretat són de 2 tipus: Seguretat en el processament de bloc i seguretat de comunicacions Intra-Theaters i report periòdic.
- Seguretat en el processament de bloc.- Es verifica que cada bloc transporta exactament un certificat D-Cinema i que el certificat és correcte. Aquest porta un nom comú la missió del qual és identificar el dispositiu físic (per exemple un número de sèrie). El certificat del dispositiu vindrà de fàbrica. A més, el bloc ha de portar incorporat un mòdul de protecció que eviti l'accés a la circuiteria interna detectant i gravant en aquest mòdul les possibles manipulacions.

- En cada sessió, un cop començada la comunicació, s'ha de verificar que tots els blocs estan configurats de forma reconeixible. Es mantindrà una comunicació permanent durant tota la sessió a través d'una xarxa Ethernet. D'altra banda, el mòdul de seguretat de bloc proporciona una verificació periòdica que farà més forta la comunicació a través de reports en forma de document XML en cada bloc. El preàmbul d'aquests informes identifica el dispositiu i porta incorporada una seqüència d'enregistraments de seguretat que poden ser signatures electròniques.

### Media Block (MD)
Els MD aporten seguretat al bloc i abarquen comprovacions i desxifrat de tota mena de formats de so i imatge. Les comprovacions són de SM (Security Manager), de LI (Link Encryptor) i de rellotge i temps.
- SM detecta i reinicia els playback. Processa la imatge esperada integrada en un pack de metadades per detectar i reiniciar desviacions del fitxer imatge i de la seqüència de quadres esperada. També grava les comprovacions dels quadres en el cas que aquestes es duguin a terme en temps real. Per al so es realitzarà un procés equivalent al dels quadres d'imatge i també es comprovarà i gravaran les trames de so en cas de processament en temps real.

- Les comprovacions de LE només es realitzen a sistemes que utilitzin aquest tipus de xifrat. Es comprova que per al playback, el contingut no està xifrat. Llavors SM assumeix directament que tot està a punt per a la reproducció en el projector.

- A la secció de rellotge i temps es descriuen els requeriments generals de temps en el sistema de projecció i dels seus dispositius individuals. Tots els requeriments són aplicables a SM. En l'ajust de rellotge, es verifica que manté la sincronització entre auditoris i exhibidors. Aquest rellotge es pot ajustar amb un offset màxim de 6 minuts sent la seva resolució d'un segon.

Es pot reproduir la imatge independentment del so (i viceversa) amb un decodificador JPEG2000. Aquest decoder suporta imatges de 2K i 4K amb una freqüència de mostreig de 24 a 48 quadres per segon. Els colors es representen amb una profunditat de 12 bits / mostra. Les velocitats i resolucions de quadre possibles són les següents:
- 4096 x 2160 a 24 fps.
- 2048 x 1080 a 24 fps.
- 2048 x 1080 a 48 fps.

La reticència comercial d'altres fabricants de projectors a emprar un espai de color va produir moltes discussions sobre què s'havia d'usar específicament segons DCI. El resultat d'aquestes discussions va ser un sistema anomenat Capital XYZ. Això sona complex però en realitat no ho és. El color va ser ja descrit per la CIE. En resum, els estàndards proposats per DCI precisen que el sistema de cinema digital pugui dur totes les coordenades CIE XYZ. Això va més enllà de l'espectre visible, de manera que cada dispositiu de projecció comptarà amb un circuit per dibuixar un mapa des del recipient CIE fins als seus propis paràmetres. El punt important aquí és que el projector de referència per a masterització faci servir una font de color TIP3. Si avancen les noves tecnologies, com ara els projectors làser, llavors aquesta referència per masterització haurà de canviar.
Pel que fa al so, hi ha 16 canals digitals d'àudio a 24 bits i 48 o 96kHz, però es recomana la transmissió de dos canals sèrie (lineals) amb mostres d'àudio digital. Hi ha soroll rosa (limitat en banda) amb una amplada de banda de 22KHz per al cas de reproducció a 48kHz i del doble per al cas de 96kHz.

### Projector
El projector que proposa DCI està basat en un sistema de processament de llum que inclou components òptics i electrònics. Les recomanacions de nivell de llum són d'entre 0.01cd / m2 i 0.03cd / m². La pantalla ha de ser no-especular i de reflectivitat uniforme en tot l'espectre visible. A més, tindrà una màscara negra variable que s'ajustarà a la mida del quadre. Com a mínim ha d'incloure els formats d'imatge 1.85: 1 i 2.39: 1. El projector té un protector físic al voltant del seu perímetre que evita l'accés a cobertes i portes interiors. El descodificador de blocs del projector és compatible amb el sistema de blocs anteriorment descrit mitjançant la compatibilitat mútua entre els sistemes lògics i electrònics que incorpora. Aquest desxifrarà el senyal xifrat per blocs alhora que s'assegura que cadascun d'aquestsnomés incorpora una comprovació SM. L'estructura de mostres per representar una imatge és de 4096 x 2160 o 2048 x 1080 però el projector ha d'estar capacitat per rebre el format 4096 x 2160 d'imatge i reproduir-lo en 2048 x 1080. Aquesta conversió espacial es realitza amb una ràtio 2:1 en cada eix de la imatge. A més, està preparat per ajustar l'ample o l'alt de la seqüència d'imatges automàticament a una mida, sense que aquest escalat produeixi deformitats visibles a la imatge. El valor de luminància que reprodueix al centre de la pantalla quan es projecta un blanc pur és de 48cd / m². El seu contrast nominal seqüencial, que es mesura per la diferència entre una imatge totalment blanca i una altra totalment negra, assoleix el valor 1200:1 i entre quadres és de fins a 100:1.

### Pantalla
La interfície per al sistema d'emmagatzematge de la pantalla (Ethernet) serà de 1GB / s o millor. La transmissió pot ser en cable de coure (1000Base-T) o en fibra òptica (1000Base-FX), descrita en el protocol TCP / IP. Té una capacitat de fins a 1TByte, amb un sistema de redundància de bits per si es produïssin fallades en el disc dur i una velocitat de 307 Mbps.

### Sistema de Configuració Típic DCI
A la següent imatge es pot veure un esquema de les configuracions ja esmentades: extra-theater i intra-theater que engloben el sistema de configuració de cinema digital que proposa DCI.

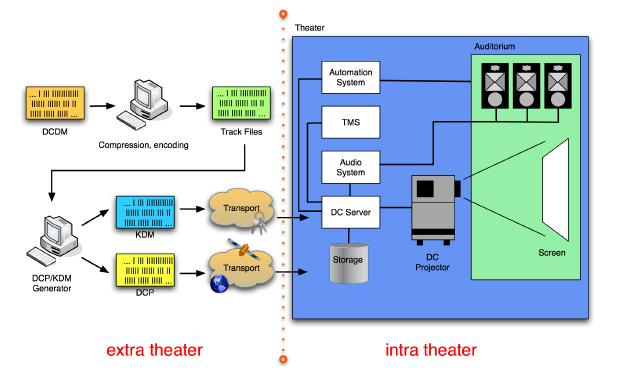
Sistema DCI